# 51e Primetime Emmy Awards
De 51e Primetime Emmy Awards, waarbij prijzen werden uitgereikt in verschillende categorieën voor de beste Amerikaanse televisieprogramma's die in primetime werden uitgezonden tijdens het televisieseizoen 1998-1999, vond plaats op 12 september 1999 in het Shrine Auditorium in Los Angeles, Californië.

## Winnaars en nominaties - televisieprogramma's
(De winnaars staan bovenaan in vet lettertype.)

#### Dramaserie
(Outstanding Drama Series)
- The Practice
  - ER
  - Law & Order
  - NYPD Blue
  - The Sopranos

#### Komische serie
(Outstanding Comedy Series)
- Ally McBeal
  - Everybody Loves Raymond
  - Frasier
  - Friends
  - Sex and the City

#### Miniserie
(Outstanding Mini Series)
- Hornblower
  - Great Expectations
  - Joan of Arc
  - The '60s
  - The Temptations

#### Televisiefilm
(Outstanding Made for Television Movie)
- A Lesson Before Dying
  - The Baby Dance
  - Dash and Lilly
  - Pirates of Silicon Valley
  - The Rat Pack

#### Varieté-, Muziek- of komische show
(Outstanding Variety, Music or Comedy Series)
- Late show with David Letterman
  - The Chris Rock Show
  - Dennis Miller Live
  - Politically Incorrect
  - The Tonight Show with Jay Leno

## Winnaars en nominaties - acteurs

### Hoofdrollen

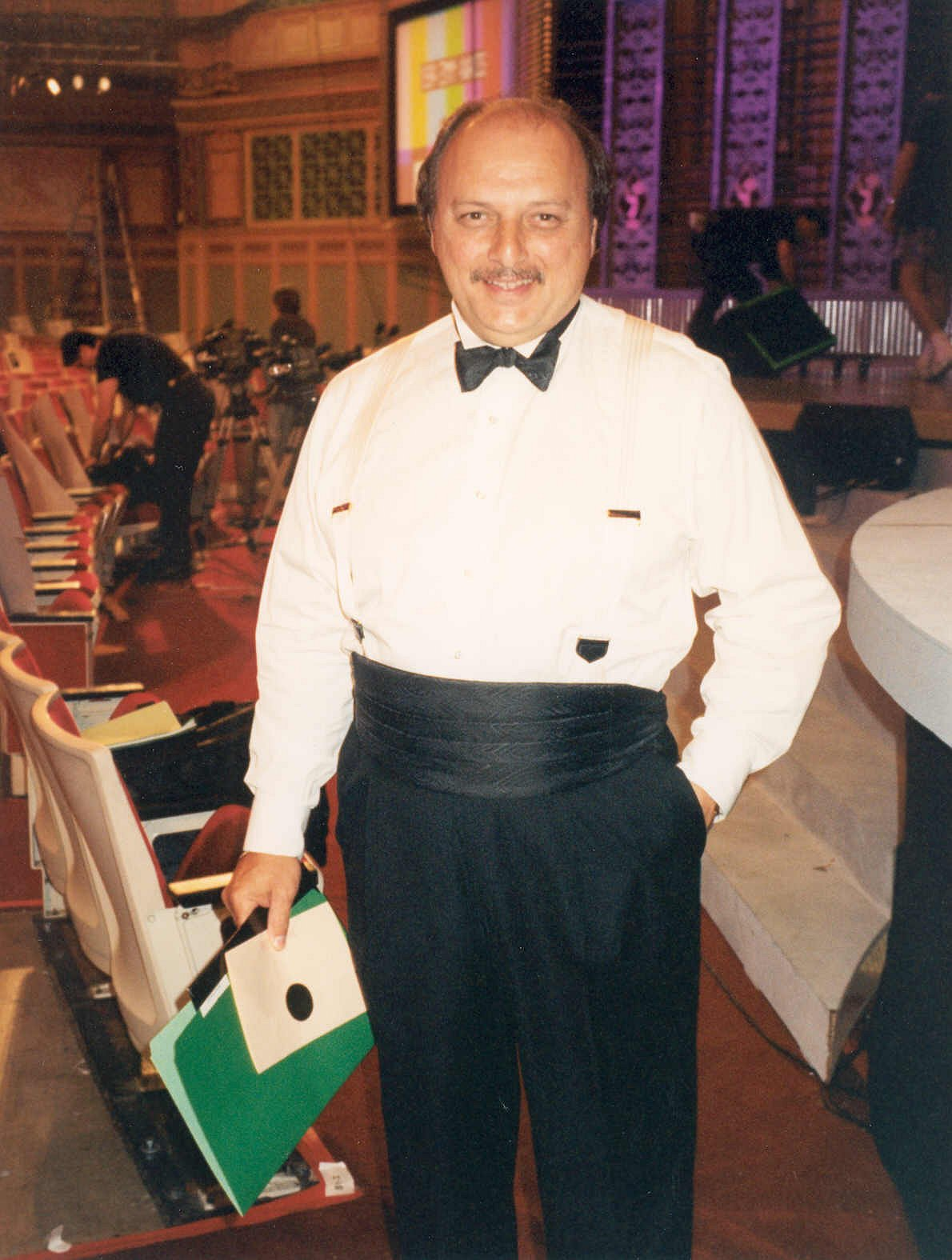
Dennis Franz (NYPD Blue), winnaar mannelijke hoofdrol in een dramaserie

#### Mannelijke hoofdrol in een dramaserie
(Outstanding Lead Actor in a Drama Series)
- Dennis Franz als Andy Sipowicz in NYPD Blue
  - James Gandolfini als Tony Soprano in The Sopranos
  - Jerry Orbach als Lennie Briscoe in Law & Order
  - Jimmy Smits als Bobby Simone in NYPD Blue
  - Sam Waterston als Jack McCoy in Law & Order

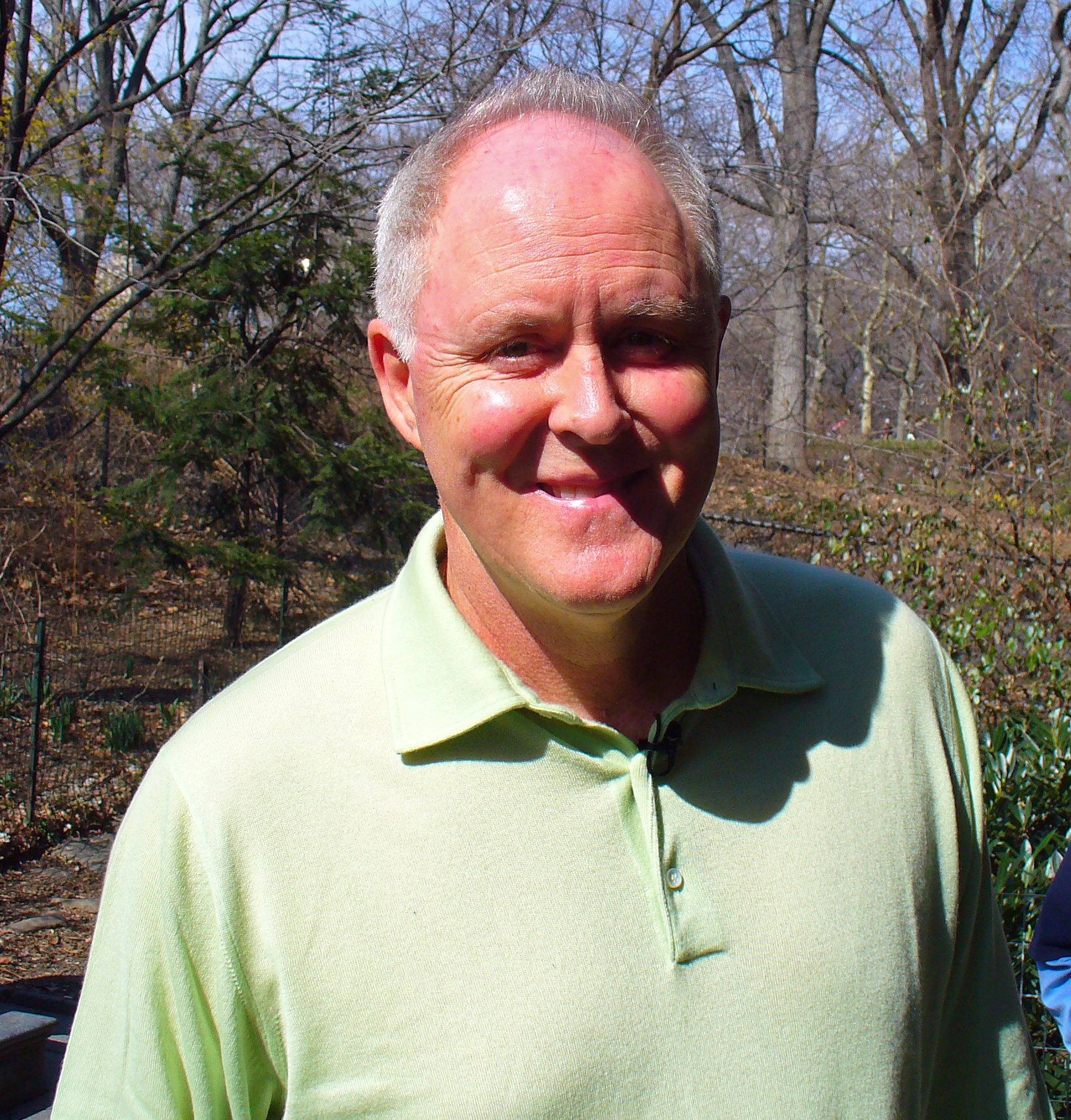
John Lithgow (3rd Rock from the Sun), winnaar mannelijke hoofdrol in een komische serie

#### Mannelijke hoofdrol in een komische serie
(Outstanding Lead Actor in a Comedy Series)
- John Lithgow als Dick Solomon in 3rd Rock from the Sun
  - Michael J. Fox als Mike Flaherty in Spin City
  - Kelsey Grammer als Frasier Crane in Frasier
  - Paul Reiser als Paul Buchman in Mad About You
  - Ray Romano als Ray Barone in Everybody Loves Raymond

#### Mannelijke hoofdrol in een miniserie of televisiefilm
(Outstanding Lead Actor in a Miniseries or Movie)
- Stanley Tucci als Walter Winchell in Winchell
  - Don Cheadle als Grant Wiggins in A Lesson Before Dying
  - Ian Holm als King Lear in King Lear
  - Jack Lemmon als Henry Drummond in Inherit the Wind
  - Sam Shepard als Dashiell Hammett in Dash and Lily

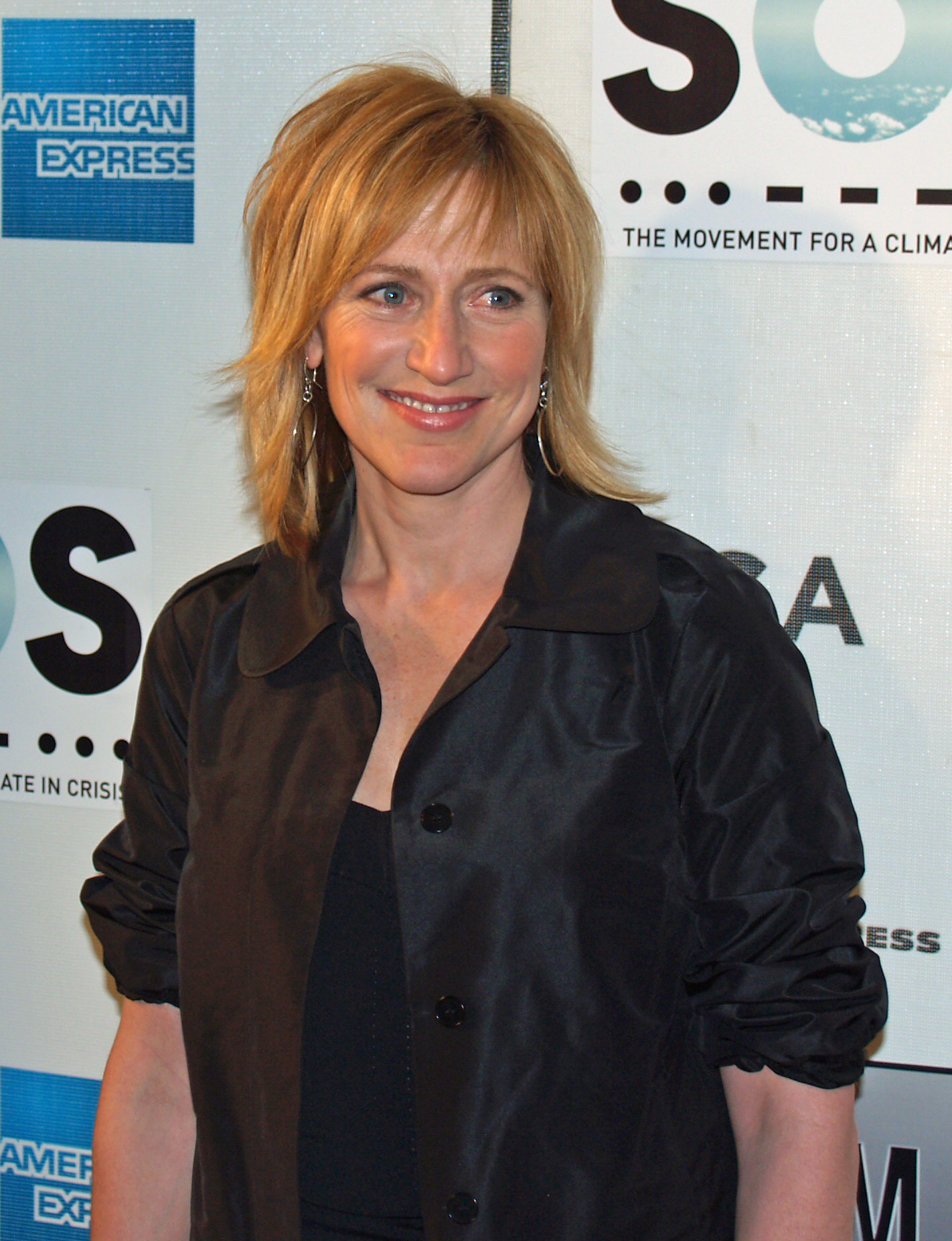
Edie Falco (The Sopranos), winnaar vrouwelijke hoofdrol in een dramaserie

#### Vrouwelijke hoofdrol in een dramaserie
(Outstanding Lead Actress in a Drama Series)
- Edie Falco als Carmela Soprano in The Sopranos
  - Gillian Anderson als Dana Scully in The X Files
  - Lorraine Bracco als Jennifer Melfi in The Sopranos
  - Christine Lahti als Kathryn Austin in Chicago Hope
  - Julianna Margulies als Carol Hathaway in ER

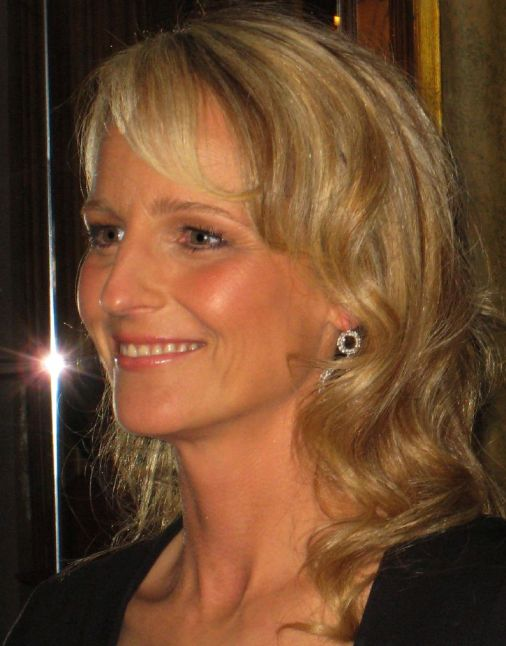
Helen Hunt (Mad About You), winnaar vrouwelijke hoofdrol in een komische serie

#### Vrouwelijke hoofdrol in een komische serie
(Outstanding Lead Actress in a Comedy Series)
- Helen Hunt als Jamie Buchman in Mad About You
  - Calista Flockhart als Ally McBeal in Ally McBeal
  - Jenna Elfman als Dharma Montgomery in Dharma & Greg
  - Patricia Heaton als Debra Barone in Everybody Loves Raymond
  - Sarah Jessica Parker als Carrie Bradshaw in Sex and the City

#### Vrouwelijke hoofdrol in een miniserie of televisiefilm
(Outstanding Lead Actress in a Miniseries or a Movie)
- Helen Mirren als Ayn Rand in The Passion of Ayn Rand
  - Ann-Margret als Dana Pamela Harriman in Life of the Party: The Pamela Harriman Story
  - Stockard Channing als Rachel Luckman in The Baby Dance
  - Judy Davis als Lillian Hellman in Dash and Lilly
  - Leelee Sobieski als Jeanne d'Arc in Joan of Arc

### Bijrollen

#### Mannelijke bijrol in een dramaserie
(Outstanding Supporting Actor in a Drama Series)
- Michael Badalucco als Jimmy Berluti in The Practice
  - Benjamin Bratt als Reynaldo Curtis in Law & Order
  - Steve Harris als Eugene Young in The Practice
  - Steven Hill als Adam Schiff in Law & Order
  - Noah Wyle als John Carter in ER

#### Mannelijke bijrol in een komische serie
(Outstanding Supporting Actor in a Comedy Series)
- David Hyde Pierce als Niles Crane in Frasier
  - Peter Boyle als Frank Barone in Everybody Loves Raymond
  - John Mahoney als Martin Crane in Frasier
  - Peter MacNicol als John Cage in Ally McBeal
  - David Spade als Dennis Finch in Just Shoot Me!

#### Mannelijke bijrol in een miniserie of televisiefilm
(Outstanding Supporting Actor in a Miniseries or Movie)
- Peter O'Toole als Bishop Cauchon in Joan of Arc
  - Beau Bridges als E.K. Hornbeck in Inherit the Wind
  - Don Cheadle als Sammy Davis, Jr. in The Rat Pack
  - Peter Fonda als Frank O'Connor in The Passion of Ayn Rand
  - Joe Mantegna als Dean Martin in The Rat Pack

#### Vrouwelijke bijrol in een dramaserie
(Outstanding Supporting Actress in a Drama Series)
- Holland Taylor als Roberta Kittleson in The Practice
  - Lara Flynn Boyle als Helen Gamble in The Practice
  - Kim Delaney als Diane Russell in NYPD Blue
  - Camryn Manheim als Ellenor Frutt in The Practice
  - Nancy Marchand als Livia Soprano in The Sopranos

#### Vrouwelijke bijrol in een komische serie
(Outstanding Supporting Actress in a Comedy Series)
- Kristen Johnston als Sally Solomon in 3rd Rock from the Sun
  - Lisa Kudrow als Phoebe Buffay in Friends
  - Lucy Liu als Ling Woo in Ally McBeal
  - Wendie Malick als Nina van Horn in Just Shoot Me!
  - Doris Roberts als Marie Barone in Everybody Loves Raymond

#### Vrouwelijke bijrol in een miniserie of televisiefilm
(Outstanding Supporting Actress in a Miniseries or Movie)
- Anne Bancroft als Geraldine Eileen Cummins  in Deep in My Heart
  - Jacqueline Bisset als Isabelle D'Arc in Joan of Arc
  - Olympia Dukakis als Mother Babette in Joan of Arc
  - Bebe Neuwirth als Dorothy Parker in Dash and Lilly
  - Cicely Tyson als Tante Lou in A Lesson Before Dying
  - Dianne Wiest als Sarah McClellan in The Simple Life of Noah Dearborn

### Gastrollen

#### Mannelijke gastrol in een dramaserie
(Outstanding Guest Actor in a Drama Series)
- Edward Herrmann als Anderson Pearson in The Practice
  - Tony Danza als Tommy Silva in The Practice
  - Charles S. Dutton als Alvah Case in Oz
  - John Heard als Vin Makazian in The Sopranos
  - Mandy Patinkin als Dr. Jeffrey Geiger in Chicago Hope

#### Mannelijke gastrol in een komische serie
(Outstanding Guest Actor in a Comedy Series)
- Mel Brooks als Phil Buchman in Mad About You
  - Woody Harrelson als Woody in Frasier
  - Charles Nelson Reilly als Mr. Hathaway in The Drew Carey Show
  - John Ritter als George Madison in Ally McBeal
  - William Shatner als The Big Giant Head in 3rd Rock from the Sun

#### Vrouwelijke gastrol in een dramaserie
(Outstanding Guest Actress in a Drama Series)
- Debra Monk als Katie Sipowicz in NYPD Blue
  - Veronica Cartwright als Cassandra Spender in The X Files
  - Patty Duke als Nancy in Touched by an Angel
  - Julia Roberts als Katrina Ludlow in Law & Order
  - Marion Ross als Emma Winowitz in Touched by an Angel

#### Vrouwelijke gastrol in een komische serie
(Outstanding Guest Actress in a Comedy Series)
- Tracey Ullman als Tracy Clark in Ally McBeal
  - Christine Baranski als Nora Fairchild in Frasier
  - Kathy Bates als Charlotte Everly in 3rd Rock from the Sun
  - Piper Laurie als Mrs. Mulhern in Frasier
  - Laurie Metcalf als Jennifer in 3rd Rock from the Sun